# Curry Cabral
José Curry da Câmara Cabral (Lissabon, Portugal, 4 mei 1844 – aldaar, 18 mei 1920), beter bekend als Curry Cabral, was een chirurg en hoogleraar aan de Medisch-Chirurgische School van Lissabon (de tegenwoordige Faculteit Geneeskunde van de Universiteit van Lissabon) en een van de meest gerenommeerde Portugese onderzoekers  op het gebied van de geneeskunde.

## Jeugd en opleiding
José Curry da Câmara Cabral werd op 4 mei 1844 geboren in de parochie van São Mamede, in Lissabon, als zoon van Alberto Curry da Câmara Cabral en Mariana Adelaide Runquist Cabral. De vader behoorde tot een familie van Engelse afkomst die zich in de 18e eeuw op de Azoren had gevestigd.
Curry Cabral woonde bijna zijn hele leven in Lissabon. In 1864 schreef hij zich in aan de Medisch-Chirurgische School. Op 23 juli 1869 verdedigde hij zijn afstudeerscriptie  met een werk getiteld As feridas articulares e a cirurgia conservadora, a propósito de um caso observado na enfermaria de clínica da Escola Médico-Cirúrgica de Lisboa (Gewrichtsverwondingen en conservatieve chirurgie, betreffende een geval dat werd waargenomen op de klinische afdeling van de medisch-chirurgische school van Lissabon).

## Loopbaan
Na het behalen van zijn diploma begon Curry Cabral zijn professionele activiteit in 1870 in het Hospital de São José in Lissabon, als assistent-chirurg op de eerste hulp. In 1874 werd hij chirurg. In 1876 begon ook zijn academische carrière als hoogleraar chirurgie aan de Medisch-Chirurgische School van Lissabon. In 1900 werd Cabral aangesteld als directeur (Portugees: enfermeiro-mor) van het ziekenhuis Hospital de São José. Als directeur hervormde Curry Cabral het administratieve systeem van dat ziekenhuis, wat leidde tot een nieuwe verordening voor ziekenhuisopnames, dat voor alle Portugese ziekenhuizen zou gelden. Naast zijn werk in het Hospital de São José, was hij ook directeur in de ziekenhuizen van Santa Quitéria en D. Estefânia. Hij publiceerde talrijke wetenschappelijke artikelen en boeken.

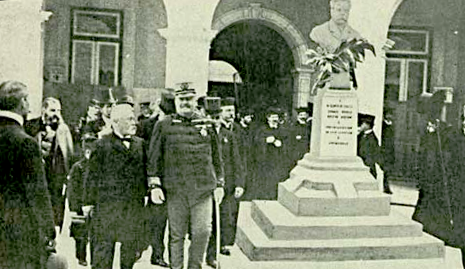
Dr.Curry Cabral naast koning Carlos I van Portugal tijdens de onthulling van het nieuwe gebouw van de medisch-chirurgische school in Lissabon in april 1906.

Op het gebied van de openbare gezondheid heeft Cabral veel gedaan voor de tuberculosebestrijding. Hij was de belangrijkste initiatiefnemer voor het in gebruik nemen (in 1906) van een ziekenhuis (Hospital do Rego) voor tuberculosepatiënten en andere infectieziekten. In 1929 werd het ziekenhuis ter ere van Cabral herdoopt tot Hospital Curry Cabral.
Ook was hij lid van de nationale Conselho Superior de Saúde e Higiene Pública (Hoge Raad voor de Gezondheid en Hygiene).